# Počitelj
Počitelj falu és szabadtéri múzeum Bosznia-Hercegovina déli részén. A Neretva folyó partján fekszik, Mostartól mintegy 30 km-re, délre. Népessége a 2010-es évek elején mintegy 800 fő volt.

## Története
A várat és Počitelj települést először 1444-ben Posichell néven említik. A 15. század második felében az erődöt Mátyás király uralkodása alatt kibővítették, az oszmán hódítások elleni végvárként. Több sikertelen kísérlet után az oszmánoknak 1471-ben sikerült bevenniük és a stratégiai jelentőségét elvesztette.
Az oszmán-török időszakban mecset (1562/63-), maktab (iskola), hamam (fürdő), medresze (Korán iskola), han (karavánszeráj) és egy őrtorony épült.
Miután 1878-ban Bosznia-Hercegovina osztrák-magyar uralom alá került, Počitelj elvesztette fontosságát.
A 20. század végén a délszláv háborúban először szerb csapatok támadták meg a települést és pusztítottak itt. Majd 1993-ban a Boszniai Horvát Köztársaság csapatai jöttek és sok (főleg) muszlim lakost elfogtak és fogolytáborokba deportálták őket; megsemmisítették a mecsetet, a fürdőt és a hant, valamint számtalan oszmán házat.
A legtöbb történelmi épület rekonstrukciója 2002-ben fejeződött be. 2007-ben jelölték az UNESCO kulturális világörökségi helyszíneinek listájára.

## Galéria

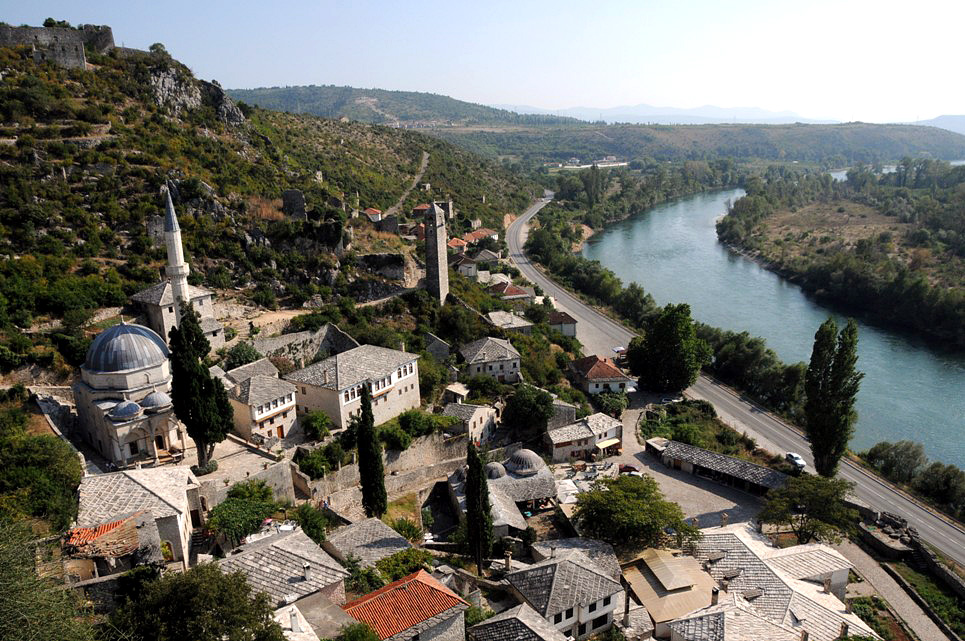
A település
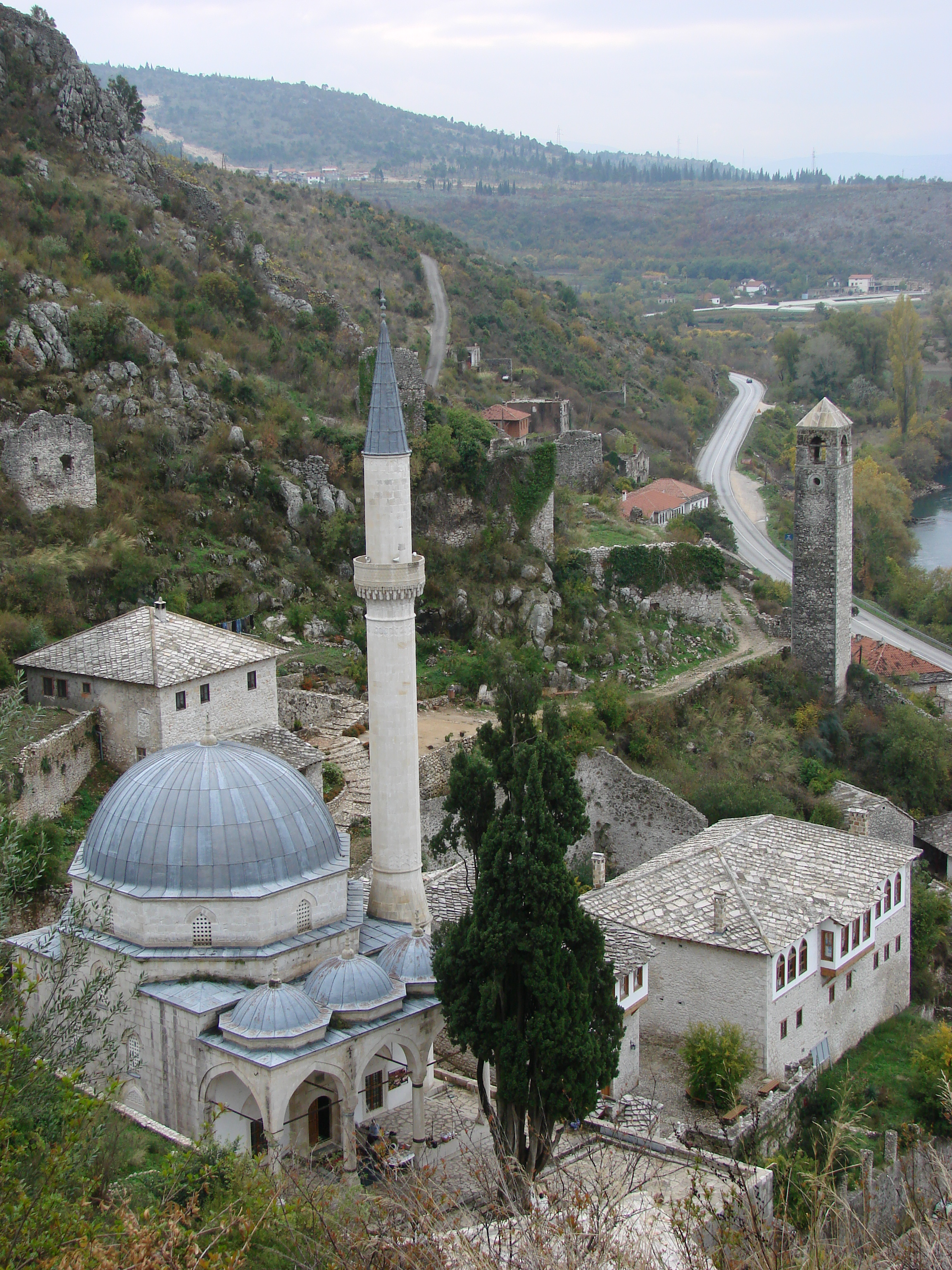
Mecset és őrtorony
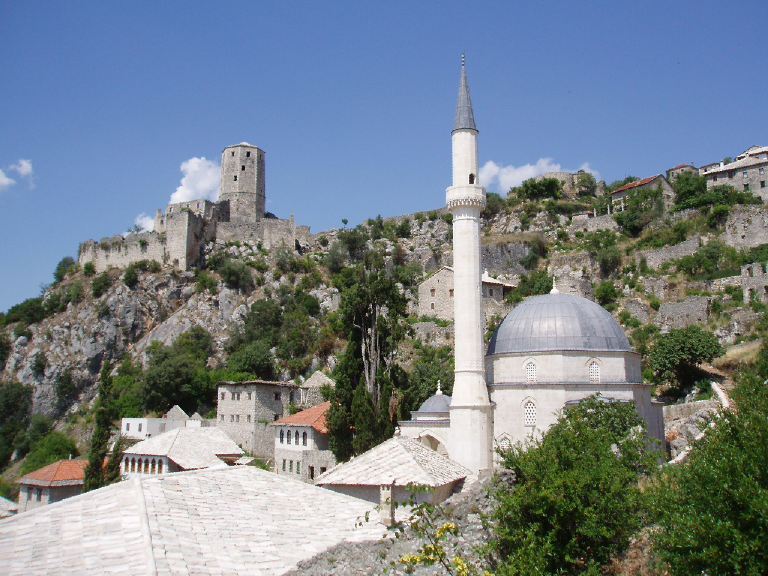
Az erőd és a mecset
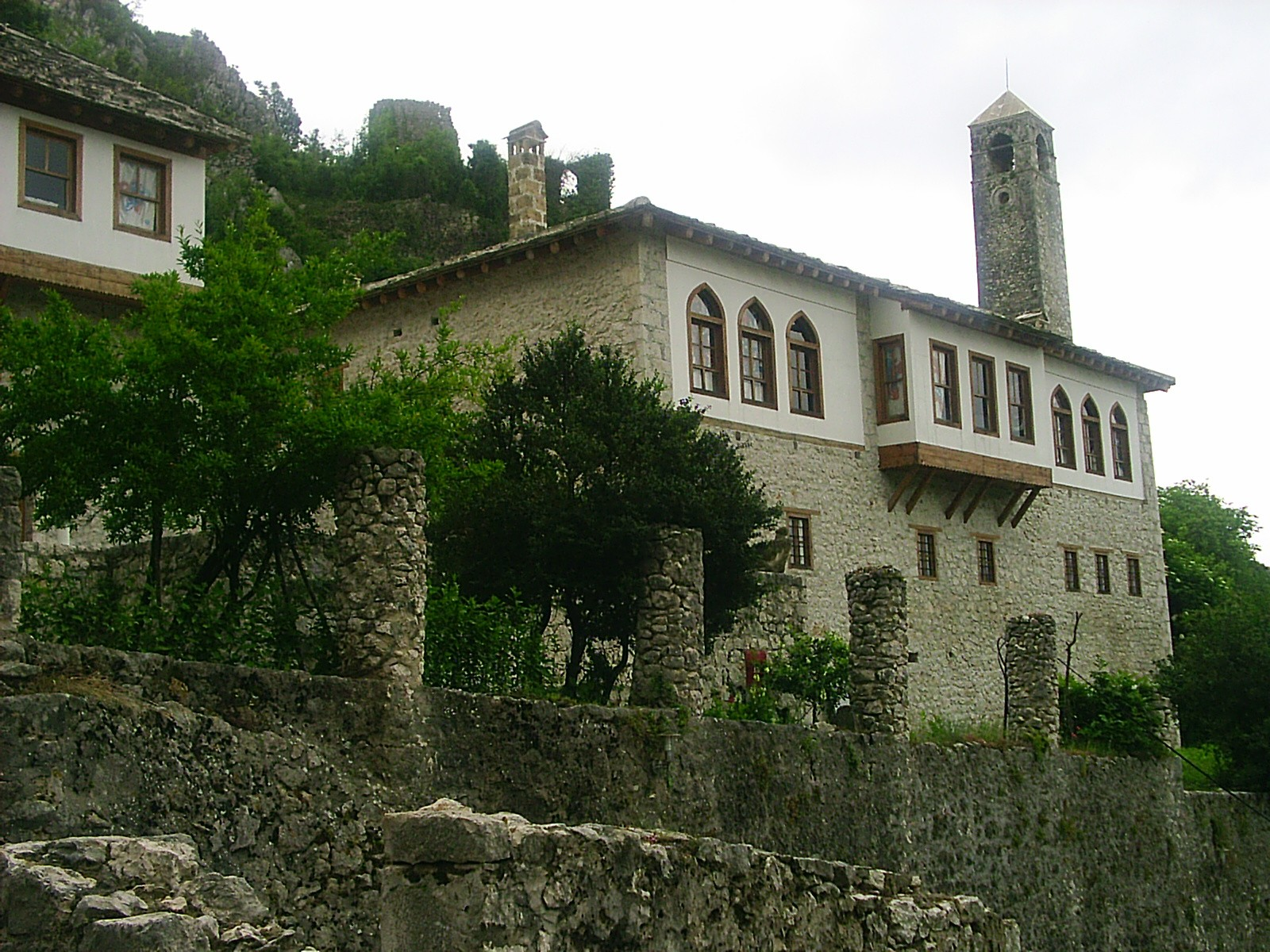
Egy épület az őrtoronnyal

## Fordítás
- Ez a szócikk részben vagy egészben  a   Počitelj, Čapljina című angol Wikipédia-szócikk fordításán alapul.  Az eredeti cikk szerkesztőit annak laptörténete sorolja fel. Ez a jelzés csupán a megfogalmazás eredetét és a szerzői jogokat jelzi, nem szolgál a cikkben szereplő információk forrásmegjelöléseként.